# John Myatt
Pour les articles homonymes, voir Myatt.
John Myatt, né en 1945 est un artiste-peintre et un faussaire britannique, arrêté en 1995.

## Biographie
Fils de fermiers, très tôt reconnu comme doué pour l'imitation d'artistes reconnus, Myatt enseigne dans le Staffordshire dans une classe d'initiation aux arts plastiques. En 1985, son épouse le quitte, et restant avec ses enfants, il cherche à vivre de son art, abandonne l'enseignement, publiant une annonce dans Private Eye proposant d'« authentiques contrefaçons de peintres célèbres du XIXe siècle pour le prix de £ 150 ». Transparent au départ sur la nature de son travail, c'est John Drewe, l'un de ses clients réguliers, qui se met à revendre les toiles comme des originaux et non des faux. Drewe informant Myatt qu'il a réussi à vendre un Albert Gleizes pour plusieurs milliers de livres sterling à Christie's, les deux compères décident de s'associer et de produire des faux. Leurs champs d'activités recouvrent essentiellement des peintres modernes contemporains, de la période 1900-1950, d'Henri Matisse à Graham Sutherland.
La production de Myatt est évaluée à 200 toiles, dont 63 ont été retrouvées, pour un total estimé à £ 25 millions.
Il est appréhendé par Scotland Yard en septembre 1995 et avoue immédiatement les faits. En février 1999, il est condamné à un an de prison, Drewe à sept ans. Ä la prison de Brixton, ses codétenus le surnomment « Picasso ».
Après sa libération, il devient collaborateur de justice dans le cadre de la lutte contre la fraude et la contrefaçon dans l'art.

## Postérité
Plusieurs projets de films sur son histoire sont évoqués avant que le film intitulé Guenuine Fakes ne sorte,,.